# Ipiranga do Sul
Ipiranga do Sul es un municipio brasileño del estado de Rio Grande do Sul.
Su población estimada para el año 2003 era de 1.968 habitantes.
Ocupa una superficie de 159,2 km².